# صور جوجل
صور جوجل (بالإنجليزية: Google Images): هو محرك بحث مصمم خصيصاً للبحث عن الصور، بلغ عدد الصور التي تحتويه 10 مليارات صورة، بينما يبلغ عدد متصفحيه مليار مستخدم يومياً. أطلقت هذه الخدمة منذ يوليو 2001.
في يونيو 2011 أطلق محرك بحث الصور خدمة جديدة، كانت هذه الخدمة هي البحث مباشرة عن الصور نفسها بدلاً من البحث عن عناوينها؛ بمعنى أنه لا ينبغي البحث دائما عن أسماء الصور، بل فقط يُكتفي برابط الصورة من الإنترنت أو نقوم برفع صورة من الجهاز إلى محرك البحث، ويتم رفع الصورة بإحدى طريقتين: إما السحب وإما الضغط على أيقونة الكاميرا الموجودة في شريط محرك البحث.

## تنزيل الصور إلى الجهاز
يتم ذلك إما بحفظ الصورة في مسار معين في الجهاز، وإما من خلال سحب الصورة وترك المؤشر على سطح المكتب.